# Ulrich Papke
Ulrich Papke, född den 4 mars 1962 i Neuruppin, DDR, är en tysk kanotist.
Han tog OS-guld i C-2 1000 meter och OS-silver i C-2 500 meter i samband med de olympiska kanottävlingarna 1992 i Barcelona.